# Coupe intercontinentale 1979
La Coupe intercontinentale 1979 est la dix-huitième édition de la Coupe intercontinentale de football, et la dernière à se dérouler sous la forme d'une double confrontation. Elle oppose le club paraguayen du Club Olimpia, vainqueur de la Copa Libertadores 1979 aux Suédois du Malmö FF, finaliste de la Coupe des clubs champions européens 1978-1979. Les Anglais du Nottingham Forest FC, champions d'Europe, refusent de faire le déplacement en Amérique du Sud et ne prennent donc pas part à la compétition.
La confrontation se divise en deux matchs aller et retour. Le match aller se déroule au Malmö Stadion en Suède et se termine sur une victoire du Club Olimpia sur le score de 1-0. Le match retour, qui a lieu à l'Estadio Defensores del Chaco d'Asuncion est aussi remporté par les Paraguayens, sur le score de 2-1. Le Club Olimpia remporte ainsi sa première Coupe intercontinentale. En 2017, le Conseil de la FIFA a reconnu avec document officiel (de jure) tous les champions de la Coupe intercontinentale avec le titre officiel de clubs de football champions du monde, c'est-à-dire avec le titre de champions du monde FIFA, initialement attribué uniquement aux gagnantsles de la Coupe du monde des clubs FIFA.

## Feuilles de match
| Match aller      | Malmö FF | 0 - 1   | Club Olimpia | Malmö Stadion, Malmö          |                               |
| 18 novembre 1979 |          | (0 - 1) | 41e Isasi    | Arbitrage : Patrick Partridge | Arbitrage : Patrick Partridge |
| 18 novembre 1979 | Rapport  |         |              | Arbitrage : Patrick Partridge | Arbitrage : Patrick Partridge |

| Malmö FF | Olimpia |

| Malmö FF :   |  |                    |
|              |  |                    |
| G            |  | Jan Möller         |
| D            |  | Roland Andersson   |
| D            |  | Ingemar Erlandsson |
| D            |  | Kent Jönsson       |
| D            |  | Mats Arvidsson     |
| M            |  | Claes Malmberg     |
| M            |  | Anders Ljungberg   |
| M            |  | Robert Prytz       |
| M            |  | Tommy Hansson      |
| A            |  | Thomas Sjöberg     |
| A            |  | Jan-Olov Kinnvall  |
| Entraîneur : |  |                    |
| Bob Houghton |  |                    |

| Olimpia :            |  |                          |
|                      |  |                          |
| G                    |  | Ever Hugo Almeida        |
| D                    |  | Alicio Solalinde         |
| D                    |  | Roberto Paredes (en)     |
| D                    |  | Miguel Ángel Piazza (es) |
| D                    |  | Flaminio Sosa (en)       |
| M                    |  | Carlos Kiese             |
| M                    |  | Rogelio Delgado          |
| M                    |  | Luis Ernesto Torres      |
| M                    |  | Eduardo Ortiz            |
| A                    |  | Mauro Céspedes           |
| A                    |  | Evaristo Isasi           |
| Entraîneur :         |  |                          |
| Luis Alberto Cubilla |  |                          |

| Match retour | Club Olimpia                     | 2 - 1   | Malmö FF       | Estadio Defensores del Chaco, Asuncion                  |                                                         |
| 2 mars 1980  | Solalinde 39e · Michelagnoli 71e | (1 - 0) | 46e Erlandsson | Spectateurs : 47 000 Arbitrage : Juan Daniel Cardellino | Spectateurs : 47 000 Arbitrage : Juan Daniel Cardellino |
| 2 mars 1980  | Rapport                          |         |                | Spectateurs : 47 000 Arbitrage : Juan Daniel Cardellino | Spectateurs : 47 000 Arbitrage : Juan Daniel Cardellino |

| Olimpia | Malmö FF |

| Olimpia :     |  |                      |  |          |
|               |  |                      |  |          |
| G             |  | Ever Hugo Almeida    |  |          |
| D             |  | Alicio Solalinde     |  |          |
| D             |  | Roberto Paredes (en) |  |          |
| D             |  | Daniel Di Bartolomeo |  |          |
| D             |  | Flaminio Sosa (en)   |  |          |
| M             |  | Carlos Kiese         |  |          |
| M             |  | Carlos Yaluk         |  |          |
| M             |  | Luis Ernesto Torres  |  |          |
| A             |  | Osvaldo Aquino (en)  |  |          |
| A             |  | Hugo Talavera        |  | Remplacé |
| A             |  | Evaristo Isasi       |  |          |
| Remplaçants : |  |                      |  |          |
| A             |  | Miguel Michelagnoli  |  | Entré    |
| Entraîneur :  |  |                      |  |          |
| Pedro Cubilla |  |                      |  |          |

| Malmö FF :    |  |                     |  |          |
|               |  |                     |  |          |
| G             |  | Jan Möller          |  |          |
| D             |  | Roland Andersson    |  |          |
| D             |  | Tim Parkin (en)     |  |          |
| D             |  | Kent Jönsson        |  |          |
| D             |  | Mats Arvidsson      |  |          |
| M             |  | Magnus Andersson    |  |          |
| M             |  | Ingemar Erlandsson  |  |          |
| M             |  | Robert Prytz        |  |          |
| M             |  | Anders Ohlsson (en) |  | Remplacé |
| A             |  | Thomas Sjöberg      |  | Remplacé |
| A             |  | Tommy Andersson     |  |          |
| Remplaçants : |  |                     |  |          |
| M             |  | Claes Malmberg      |  | Entré    |
| M             |  | Tommy Hansson       |  | Entré    |
| A             |  | Tore Cervin         |  |          |
| A             |  | Sanny Åslund        |  |          |
| G             |  | John Hansen         |  |          |
| Entraîneur :  |  |                     |  |          |
| Bob Houghton  |  |                     |  |          |